# Gennadi Wassiljewitsch Kolbin

Porträt Kolbins auf seinem Grabstein auf dem Friedhof Trojekurowo, Moskau

Gennadi Wassiljewitsch Kolbin (russisch Геннадий Васильевич Колбин; * 7. Mai 1927 in Nischni Tagil; † 16. Januar 1998 in Moskau) war ein sowjetisch-russischer Politiker. Bekannt wurde er insbesondere als Erster Sekretär des ZKs der Kommunistischen Partei in der Kasachischen SSR.

## Biografie
Kolbin arbeitete als Modelmacher 1942 in einer Schuhmacher-Genossenschaft in Nischni Tagil. Er studierte von 1943 bis 1947 an einer technischen, höheren Schule. Beruflich wirkte er dann als Designer und Technologe und stieg auf zum Abteilungsleiter und Chefingenieur einer Firma in Nischni Tagil. Er wurde 1959 Mitglied der Kommunistischen Partei der Sowjetunion und Sekretär des Parteikomitees seiner Fabrik. Von 1962 bis 1970 war er Zweiter bzw. Erster Sekretär des Parteikomitees von Nischni Tagil. Ab 1970/71 war er Zweiter Parteisekretär in Swerdlowsk. 1975 stieg er auf zum Zweiten Sekretär des Zentralkomitees der Kommunistischen Partei in Georgien. Ab 1983 war er Erster Sekretär der KP für das Gebiet (Oblast) von Uljanowsk.
Der gebürtige Russe Kolbin war vom 16. Dezember 1986 bis zum 22. Juni 1989 Erster Sekretär des Zentralkomitees der KP Kasachstans in der Kasachischen SSR. In dieses Amt wurde er vom Generalsekretär der KPdSU Michail Gorbatschow eingesetzt, nachdem sein Vorgänger Dinmuhamed Kunajew wegen seiner verstärkt nationalistisch orientierten Politik und wegen Korruptionsvorwürfen von Kasachstans Ministerpräsident Nursultan Nasarbajew kritisiert wurde. Zunächst konnte Kolbin die in Almaty bei seinem Amtsantritt aufgetretenen heftigen Scheltoksan-Unruhen befrieden. Als russischer Außenseiter hatte er jedoch in Kasachstan keine politische Basis.
Nachfolger in seinem Amt wurde deshalb 1989 Nasarbajew, der spätere Präsident von Kasachstan. Zwischen 1989 und 1990 fungierte er als Vorsitzender des Volkskontrollkomitees  der UdSSR.
Kolbin übernahm danach 1990 eine Leitungsfunktion einer Bank in Moskau. In den letzten Jahren seines Lebens vereinsamte Kolbin zunehmend. Er starb im Jahr 1998 in einem Waggon der Moskauer Metro. Beerdigt wurde er auf dem Friedhof Trojekurowo in Moskau.

## Ehrungen
Er erhielt den Leninorden, den Orden der Oktoberrevolution, zwei Mal den Orden des Roten Banners der Arbeit und das Ehrenzeichen der Sowjetunion.